# São Mamede de Negrelos
São Mamede de Negrelos is een plaats (freguesia) in de Portugese gemeente Santo Tirso en telt 2288 inwoners (2001).